# کرکازوالد، کامبریا
کرکازوالد (به انگلیسی: Kirkoswald) یک روستا و محله مدنی در بریتانیا است که در منطقه ادن واقع شده‌است. کرکازوالد ۹۰۱ نفر جمعیت دارد.